# Eleonora af England, dronning af Kastilien
Eleanora of England (spansk: Leonor; ca. 1161 – 31. oktober 1214), var dronning af Kastilien og Toledo som hustru til Alfons 8. af Kastilien. Hun var det sjette barn og anden datter af Kong Henrik 2. af England, og Eleanora af Aquitanien.

## Tidlige liv og familie
Eleanora blev født på slottet i Domfront, Normandiet c.1161, som den anden datter af Henrik 2., konge af England og hans hustru Eleanora, hertuginde af Aquitanien.Hendes halvsøskende var grevinde Marie og grevinde Alix, og hendes søskende var Henrik den Unge Konge, hertuginde Matilde, Kong Richard, hertug Godfred, Johanne, dronning af Sicilien og Kong Johan. Eleanora havde en ældre bror, Vilhelm (17. august 1153 - april 1156), den første søn af Henrik 2., og Eleanora af Aquitanien. Han døde af et anfald på Wallingford Castle og blev begravet i Reading Abbey ved fødderne af sin oldefar Henrik 1.

## Dronning
I 1170 blev Eleanora giftede sig med Kong Alfons 8. af Kastilien i Burgos. Hendes forældres formål med at arrangere ægteskabet var at sikre Aquitaniens Pyrenæiske grænse, mens Alfons søgte en allieret i hans kamp mod Sancho 6. af Navarra. I 1177 førte dette til, at Henrik tilså afgørelsen af grænsekonflikten.
Omkring år 1200 begyndte Alfons at gøre krav på hertugdømmet Gascogne som en del af Eleanoras medgift, men der er intet dokumenteret grundlag for dette krav. Det er meget usandsynligt, at Henrik 2. ville have skilt sig med en så betydelig del af sine domæner. Gascogne kan højest være blevet stillet som sikkerhed for fuld betaling af datterens medgift. Hendes mand gik så langt med dette krav til at invadere Gascogne i hendes navn i 1205. I 1206 gav hendes bror Johan hende en sikker passage til at besøge ham, måske for at prøve at åbne fredsforhandlinger. I 1208 opgav Alfons kravet. Årtier senere ville deres oldebarn Alfons 10. af Kastilien også gøre krav på hertugdømmet med den begrundelse, at hendes medgift aldrig var blevet fuldt ud betalt.
Af alle Eleanora af Aquitaniens døtre var hendes navnesøster den eneste, der af politiske omstændigheder var i stand til at udøve den samme indflydelse, som hendes mor havde udøvet. I hendes egen ægteskabstraktat og i sin datter Berengaria af Kastiliens første ægteskabstraktat fik Eleanora direkte kontrol over mange landeområder, byer og borge i hele riget. Hun var næsten lige så magtfuld som Alfons, som i sit testamente i 1204 angav, at hun skulle regere sammen med deres søn ved hans død, herunder tage ansvar for at betale hans gæld og effektuere hans vilje. Det var hende, der overtalte ham til at gifte deres datter Berengaria med Alfons 9. af León. Troubadourer og vismænd var regelmæssigt til stede ved Alfons 8.'s hof på grund af Eleanoras protektion.
Eleanora interesserede sig især for at støtte religiøse institutioner. I 1179 tog hun ansvaret for at støtte og vedligeholde en helligdom dedikeret til Thomas Becket i katedralen i Toledo. Hun skabte og støttede også klostret Santa María la Real de Las Huelgas nær Burgos, der kom til at tjene som en tilflugtssted og grav for hendes familie i generationer, og dets tilknyttede hospital.
Da Alfons døde, var Eleanora efter sigende så ødelagt af sorg, at hun ikke var i stand til at lede begravelsen. Deres ældste datter Berengaria udførte i stedet denne opgave. Eleanora blev derefter syg og døde kun 26 dage efter sin mand og blev begravet i klostret Santa María la Real de Las Huelgas.

## Børn
| Navn                    | Fødsel                      | Død                                                | Noter |
| ----------------------- | --------------------------- | -------------------------------------------------- | --- |
| Berengaria af Kastilien | Burgos, 1. januar/juni 1180 | Las Huelgas i nærheden af Burgos, 8. november 1246 | Gift første gang i Seligenstadt den 23. april 1188 med hertug Konrad 2. af Schwaben, men ægteskab (kun gennem kontrakt og aldrig højtideligholdt) blev senere annulleret. Gift i Valladolid mellem 1.-16. December 1197 med kong Alfons 9. af León som hans anden hustru. Efter at deres ægteskab var blevet opløst på grund af en sammensværgelse i 1204, vendte hun tilbage til sit hjemland og blev regent for sin mindreårige bror Kong Henrik 1. Da hun blev dronning af Kastilien i sin egen ret efter Henrik 1.'s død i 1217, abdicerede Berengaria hurtigt til fordel for sin søn Ferdinand 3. af Kastilien, der ville genforene kongerigerne Kastilien og León. |
| Sancho                  | Burgos, 5. april 1181       | 26. juli 1181                                      | Robert af Torigny registrerer fødslen "circa Pascha" i 1181 af " filium Sancius" til "Alienor filia regis Anglorum uxor Anfulsi regis de Castella". ”Aldefonsus. . Rex Castellæ et Toleti ... cum uxore mea Alienor Regina og cum filio meo Rege Sancio" donerede ejendom til biskoppen af Segovia ved rettighedsbrav dateret 31. maj 1181. "Adefonsus. . Rex Castellæ et Toleti ... cum uxore mea Alienor Regina og cum filio meo Rege Sancio "donerede ejendom til klostret i Rocamador ved rettighedsbrev dateret den 13. juli 1181. |
| Sancha                  | 20./28. marts 1182          | 3. februar 1184 / 16. oktober 1185                 | Kong Alfons 8. "cum uxore mea Alionor regina et cum filiabus meis Berengaria et Sancia Infantissis" byttede ejendom med tempelridderne ved rettighedsbrev dateret 26. januar 1183. |
| Henrik                  | Før juli 1182               | Før januar 1184                                    | Et rettighedsbrev dateret til juli 1182 beskriver regnante el Rey D. Alfonso...con su mugier Doña Lionor, con su fijo D. Anric". Dateringen af det dokument, hvor hans søster Sancha er nævnt antyder, at de måske har været tvillinger. |
| Ferdinand               | Før januar 1184             | Død ung, ca. 1184?                                 | Et rettighedsbrev datere dateret til januar 1184 ("V Kal Feb Era 1222 ") beskriver "regnante rege Alfonso cum uxore sua regina Eleonor et filio suo Fernando". |
| Urraca                  | 1186 / 28. maj 1187         | Coimbra, 3. november 1220                          | Gift i 1206 med Infante dom Alfons af Portugal, der efterfulgte sin far som konge Alfons 2. den 26. marts 1212. |
| Blanka                  | Palencia, 4. marts 1188     | Paris, 27. november 1252                           | Gift den 23. maj 1200 med prins Ludvig af Frankrig, der efterfulgte sin far som kong Ludvig 8. den 14. juli 1223. Kronet som dronning i Saint-Denis med sin mand den 6. august 1223. Regent i Kongeriget Frankrig 1226–1234 (for hendes mindreårige søn) og i 1248–1252 (mens hendes søn var på korstog). |
| Ferdinand               | Cuenca, 29. september 1189  | Madrid, 14. oktober 1211                           | Arving til tronen siden sin fødsel. På hans vegne rejste Diego de Acebo og den fremtidige Dominicus til Danmark i 1203 for at sikre en brud. Ferdinand vendte tilbage gennem San Vicente-bjergene fra et felttog mod muslimerne, da han fik feber og døde. |
| Mafalda                 | Plasencia, 1191             | Salamanca, 1211                                    | Szabolcs de Vajay fortæller, at hun "døde på det tidspunkt, hvor hun blev forlovet med Infante Ferdiand af León" (uden at nævne den primære kilde, som denne information bygger på) og henviser til hendes begravelse i Salamanca-katedralen. Forlovet i 1204 til Infante Ferdinand af Leon, den ældste søn af Alfons 9. af León og stedsøn til hendes ældste søster. |
| Eleonora                | 1200                        | Las Huelgas, 1244                                  | Gift den 6. februar 1221 med kong Jakob 1. af Aragonien. De blev skilt i april 1229 på grund af for nært slægtskab. |
| Konstance               | ca. 1202                    | Las Huelgas, 1243                                  | Hun blev en nonne i cistercienserkloster Santa María la Real de Las Huelgas i 1217, og hun blev kendt som Fruen af Las Huelgas, en titel, der blev delt med senere kongelige familiemedlemmer, der sluttede sig til klostret. |
| Henrik 1. af Kastilien  | Valladolid, 14. april 1204  | Palencia, 6. juni 1217                             | Den eneste overlevende søn, efterfulgte han sin far i 1214 i en alder af 10 under først af sin mors og senere sin ældste søsters regentskab. Han blev dræbt, da han blev ramt af en flise, der faldt fra et tag. |

## Senere skildringer
Eleanora blev rost for hendes skønhed og kongelige karakter af digteren Ramón Vidal de Besalú efter hendes død. Hendes oldebarn Alfons 10. omtalte hende som "ædel og meget elsket".
Eleanora blev spillet af Ida Norden i den østrigske stumfilm Jødinden fra Toledo (Die Jüdin von Toledo).